# 田中麻衣美
田中 麻衣美（たなか まいみ、1982年8月11日 - ）は、元女子競輪選手、元モデル。血液型はB型。日本競輪学校（当時。以下、競輪学校）第102期生（ガールズケイリン1期生）。現役時代は日本競輪選手会新潟支部所属、ホームバンクは弥彦競輪場。師匠は池端将巳（79期）。

## 来歴
新潟県新潟市出身。
新潟青陵高校を卒業後、エステティシャンやウエディングモデルを経て、弥彦競輪PRユニット・すぴＲitsで畑中まいみとして活動。2010年、弥彦競輪場が「CLUB SPIRITS」というサイクリングクラブを発足したことを受け加入と同時に、2012年7月開始予定のガールズケイリン選手を目指すことになり、同じ志を持った加瀬加奈子、藤原亜衣里、中川諒子の3人とともに共同生活をスタートさせた。
2011年2月25日、加瀬、藤原、中川の3名とともに、競輪学校第102回生入学試験に合格。在校競走成績は25位（3勝）。
2012年5月1日、日本競輪選手会新潟支部所属の競輪選手として登録された。同年7月6日、京王閣競輪場でデビューし6着。同年11月25日には初の決勝進出を果たした。デビュー後はガールズケイリンPRポスター『顔より太もも。』の第1弾、第2弾のモデルにも選ばれるなど、ガールズケイリンPR活動にも一役買った。
2013年4月21日、平塚競輪場で初勝利を挙げた。
2017年1月15日、元競輪選手の安孫子裕と入籍（報道では『新潟在住の一般人の男性』とされた）。
晩年は競走成績不振で代謝制度の対象となり、2022年6月23日、西武園FII（モーニング）最終日第5レース一般戦での3着がラストレースとなった。最後のレースを走り終えたあと、同じく西武園での競走に参加したガールズケイリン選手仲間から花束を渡され感謝の意を述べた。
2022年7月21日、選手登録消除。通算戦績は、751戦4勝。9月23日、同年1月に引退した阿部康雄とともに弥彦競輪場にて引退セレモニーが行われた。
引退後は、弥彦競輪の公式YouTubeチャンネルに出演、レース予想を行っている。